# Gabriel-Henri Gaillard

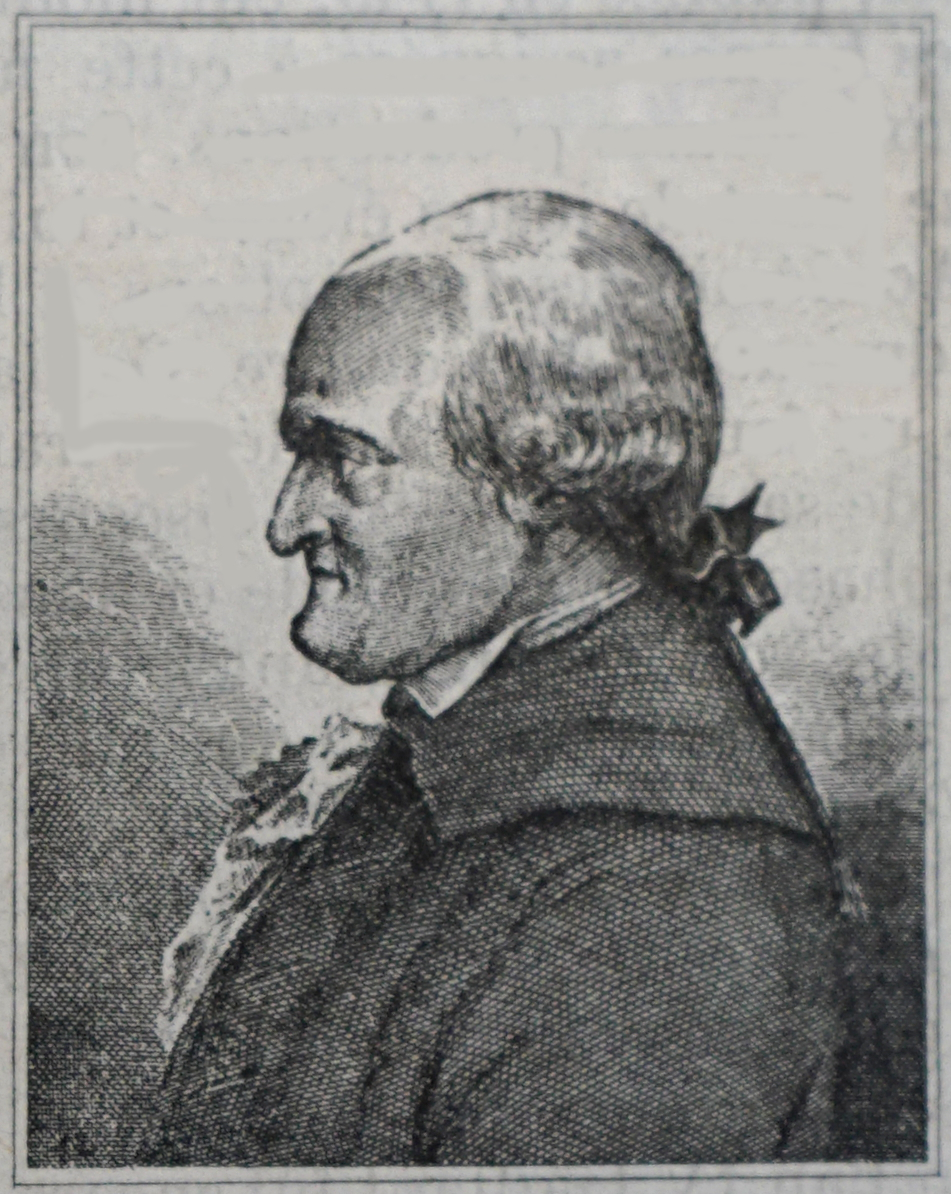
G-H Gaillard

Gabriel-Henri Gaillard (26 de marzo de 1726 - 13 de febrero de 1806) fue un abogado, escritor, crítico literario e historiador francés, nacido en  Ostel y fallecido en Vineuil-Saint-Firmin. Fue miembro de la Academia Francesa, electo para el asiento número 22.

## Datos biográficos
Realizó estudios de derecho aunque se inclinó por la carrera literaria y periodística siendo redactor del Mercurio de Francia y en el Journal des savants. Su Essai de rhétorique à l’usage des demoiselles (Ensayo sobre la retórica para las damas), publicado a la edad de 21 años, en el que establece que «la compañía de las damas es absolutamente necesaria para pulir el espíritu», tuvo un gran éxito y fue reeditado innumerables veces. Es también autor de varios elogios académicos y fue el editor de las obras completas de Pierre Laurent de Belloy. Su obra de historia es muy conocida, principalmente los once volúmenes de Histoire de la rivalité de la France et d'Angleterre, cuyo primer volumen apareció en 1771. Fue amigo de Lamoignon de Malesherbes a lo largo de 40 años y publicó su biografía en 1805.
Fue elegido miembro de la Academia Francesa en 1771 para el asiento número 22.

## Obra
- Essai de rhétorique françoise à l'usage des jeunes demoiselles, avec des exemples tirés, pour la plupart, de nos meilleurs orateurs et poëtes modernes (1746)
- Poétique françoise à l'usage des dames, avec des exemples (1749)
- Parallèle des quatre Électres de Sophocle, d'Euripide, de Prosper Jolyot de Crébillon et de  Voltaire (1750)
- Histoire de Marie de Bourgogne, fille de Charles le Téméraire (1757)
- Histoire de François Ier, roi de France, dit le grand roi et le père des lettres (1769)
- Histoire de la rivalité de la France et de l'Angleterre. Histoire de la querelle de Philippe de Valois et d'Édouard III, continuée sous leurs successeurs, pour servir de suite et de seconde partie à l'Histoire de la rivalité de la France et de l'Angleterre. Supplément à l'Histoire de la rivalité de la France et de l'Angleterre, et à l'Histoire de la querelle de Philippe de Valois et d'Édouard III (11 vol.) (1771-77)
- Histoire de Charlemagne, précédée de considérations sur la première race, et suivie de considérations sur la seconde (1782)
- Histoire de la rivalité de la France et de l'Espagne, contenant l'histoire de la rivalité : 1 ̊des maisons de France et d'Aragon, 2 ̊des maisons de France et d'Autriche ((8 vol.) (1801)
- Vie ou Éloge historique de M. de Malesherbes, suivie de la vie du premier président de Lamoignon son bisaïeul, écrites l'une et l'autre d'après les Mémoires du temps et les papiers de la famille (1805)
- Mélanges académiques, poétiques, littéraires, philologiques, critiques et historiques (4 vol.) (1806)
- Études sur La Fontaine ou Notes et excursions littéraires sur ses fables, précédées de son éloge inédit (1812)

| Predecesor: Pierre-Joseph Alary | Academia Francesa (asiento número 22) 1771-1803 | Sucesor: Louis Philippe de Ségur |